# Río Sluch (Ucrania)
El río Sluch o Sluch meridional (en ucraniano: Случ; en ruso: Случь, Южная Случь; en polaco: Słucz;  en eslovaco: Sluč, Jižní Sluč) es un río de Ucrania, un afluente por la derecha del río Horýn, tributario a su vez del río Prípiat, que desemboca en el Dniéper. Tiene una longitud de 451 km y drena una cuenca hidrográfica de 13.800 km². 
Nace en el óblast de Jmelnitski, y luego atraviesa los óblasts de Zhitómir y Rivne, para pasar la frontera y entrar en Bielorrusia, donde desemboca finalmente en el Horýn.  
Las localidades más importantes a orillas del río Sluch son Zviáhel, Berezne, y Sarny.